# 台中清真寺

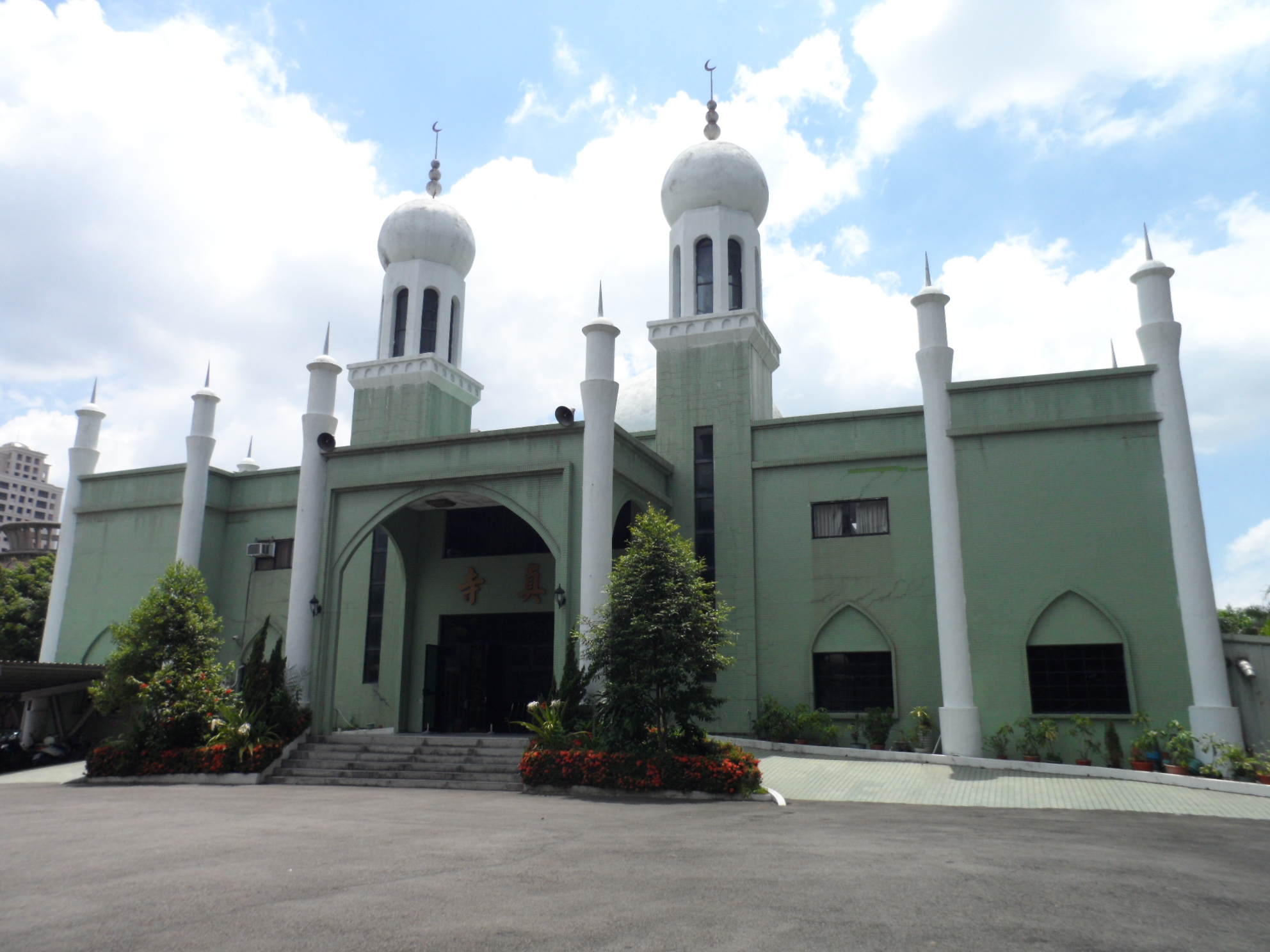
翻新前的台中清真寺，設於2013年

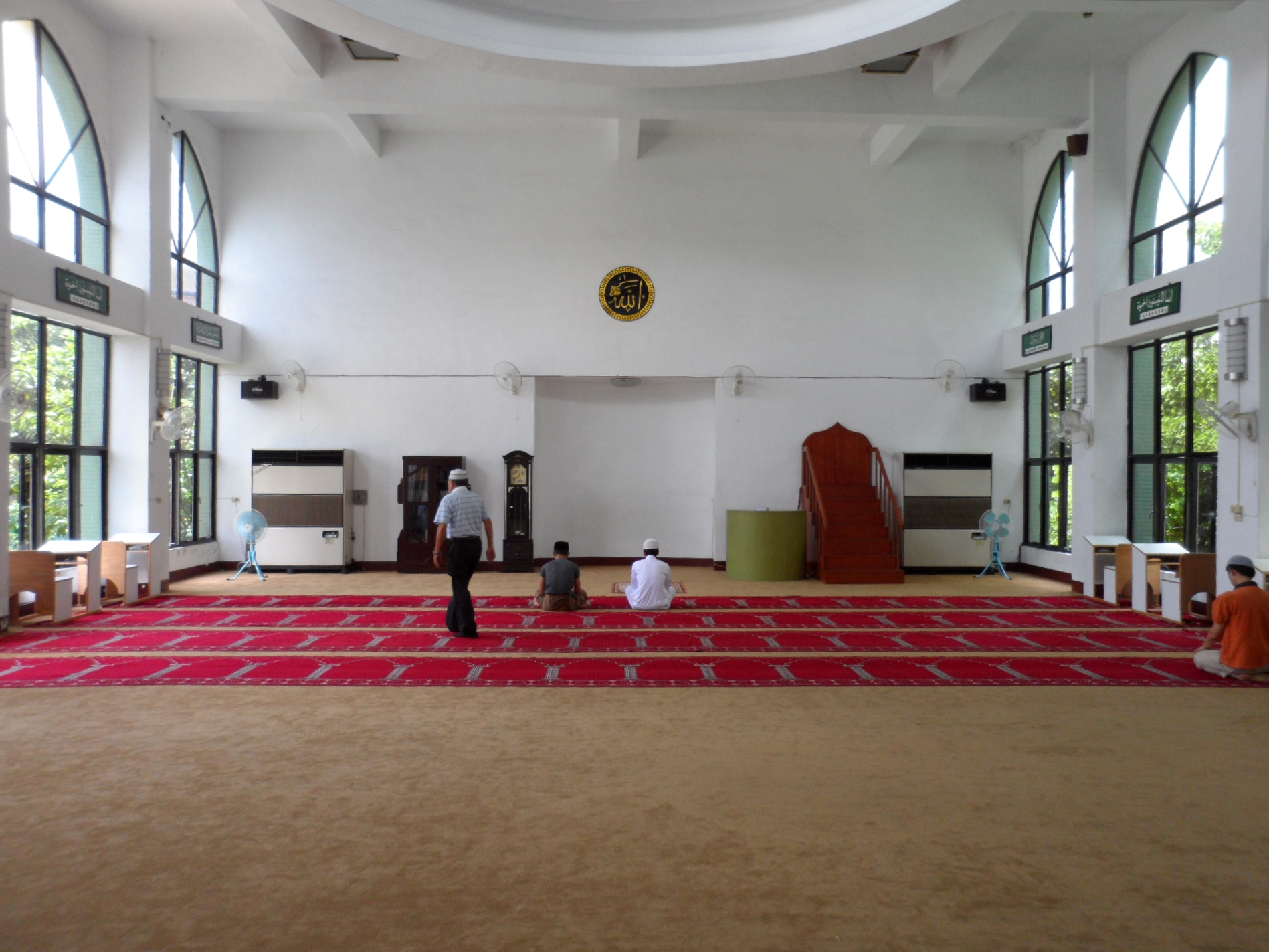
台中清真寺大禮拜堂

台中清真寺位於臺灣臺中市南屯區大墩南路，是伊斯蘭教（或稱回教）在臺灣十間清真寺之一，也是台灣中部唯一的穆斯林禮拜場所。

## 歷史
- 1948年，因應大批遷徙至台灣的中國大陸穆斯林，先在台北與高雄分別建立兩座清真寺。臺中地區原無清真寺，初期借用穆斯林哈吉，已故國大代表于樂亭的住宅舉行主麻聚禮。
- 1951年因教徒人數日增，原場地無法容納，遂集資承租台中市忠孝路165巷12號的日式房屋做為宗教活動場所。
- 1975年1月8日，財團法人臺中回教清真寺成立。4月，沙烏地阿拉伯交通部長陶費克到訪臺中清真寺，發現寺體破舊狹小且不堪使用，乃向中華民國政府要求撥地，由沙國出資合建新寺。
- 1981年12月，故國大代表馬紹武接任董事長，向政府爭取到臺中市南屯區田心段第817號建地。中國回教協會組織籌建委員會，編列建寺預算新台幣1350萬元，其中6百萬元由國內外信徒捐募，另750萬由沙烏地阿拉伯支助，工程則委請臺中清真寺全權辦理。
- 1989年5月主體建築動工，隔年8月完工。
- 1991年，臺中清真寺董事會由馬品孝哈智當選為第6任董事長，甫接任卻遇新寺完工無法驗收啟用，乃邀請馬繼祖教親，共同安排水電管線工程及圍牆工程等，並陸續安排人事管理運作，始能提供中部教親禮拜敬主之用。12月馬品孝董事長過勞逝世，由馬志堅校長接任第7任董事長。
- 1994年由買漢壁哈智接任第8任董事長。
- 1997年，聘請埃及艾資哈爾大學畢業的緬甸華裔穆斯林閃耀武，擔任教長（以瑪目）。
- 2000年，由張明峻哈智接任第9任董事長
- 2003年5月，聘請沙烏地阿拉伯麥地那伊斯蘭大學宣教系學士，馬來西亞麥地那國際大學伊斯蘭法學系碩士畢業的保孝廉，擔任副教長，2017年升為教長。
- 2019年9月，展開全面整修，並於翌年4月竣工。

## 交通

### 臺中市市區公車
- 清真寺靠近大墩南路南屯路口

田心仔或下田心仔
- 台中客運：26
- 仁友客運：30
- 豐榮客運：40

永春東大墩南路口或清真寺（大墩南路）
- 台中客運：60、70

永春東東興路口
- 彰化客運：99

文心南南屯路口或文心南永春東路口
- 統聯客運：53、73、85、159
- 仁友客運：30

東興南屯路口
- 台中客運：藍10
- 豐榮客運：127

### 台中捷運
從南屯站步行約750公尺

## 外部連結
- 財團法人中國回教文化教育基金會（页面存档备份，存于）
- 中國回教協會（页面存档备份，存于）